# 聖カタリナと洗礼者ヨハネのいる聖家族
『聖カタリナと洗礼者ヨハネのいる聖家族』（せいカタリナとせんれいしゃヨハネのいるせいかぞく、伊: Sacra famiglia con i santi Caterina e Giovannino）は、現在、フィレンツェのウフィツィ美術館にあるパオロ・ヴェロネーゼによる油彩画である。制作年は、画家の初期から後期の間で議論されているが、ティントレットの影響を受けた後期の1562-1565年ごろの制作年とすることは、大多数の研究者の見解である。カルロ・ロットによる羊皮紙の作品（ウフィツィ美術館、目録番号1890/813）、ジャン・アントニオ・グアルディによる作品（シアトル美術館）、そして、原画とほぼ同じサイズの、おそらくヴェロネーゼ自身による作品（ボルティモア美術館）など何点かの初期の複製が現存している。
誰が作品を依頼したかについての記録は残っていないが、マルティネッリは、守護聖人がアレクサンドリアのカタリナであり、以前にヴェロネーゼに他の作品を依頼したバルバロ家であった可能性があると理論づけている。本作は、1648年に、ヴェネツィアのサン・カンチアーノ教会そばにあった、カリンツィア出身のウィンドマン家の邸宅に所蔵されていたことが記録に残っている。1654年に、カルロ・デ・メディチ枢機卿の代理人であったパオロ・デル・セーラは絵画を枢機卿に売却した。そして、枢機卿の死後、デル・セーラ自身の提案により親族のレオポルド・デ・メディチ枢機卿が作品を取得した。1798年に、作品は、最終的に現在の収蔵先であるウフィツィ美術館に移った。